# Mniodendron korthalsii
Mniodendron korthalsii là một loài Rêu trong họ Hypnodendraceae. Loài này được Bosch & Sande Lac. ex Paris mô tả khoa học đầu tiên năm 1905.